# Зинаида Гипиус
Зинаида Гипиус е руска поетеса, писателка, драматург, литературен критик.
Родена е на 8 ноември 1868 г. в град Белев, Тулска губерния в семейството на адвоката Николай Романович Гипиус и съпругата му Анастасия Василиевна. Като дете живее в Харков, Санкт Петербург и Саратов. След смъртта на баща ѝ през 1881 година заедно с майка си и сестрите си Анна, Наталия и Татяна се премества в Москва. Започва обучение в гимназията във Фишер, но поради нейво заболяване от туберколоза се премества със семейството си в Крим.
Зина започва да пише стихове. Семейството се премества в Кавказ при нейния вуйчо Александър. Омъжва се за писателя Дмитрий Мережковски през януари 1899 г. Заедно с него стават основоположници на символизма в Русия.
За 2 години живее във Франция. На няколко пъти се лекува в чужбина. Почива в Париж през 1945 година.
Творческият ѝ път започва през 1888 година, като публикува своята творба в списание „Северный вестник“, след това разказ във „Вестник Европа“. Била е редактор на списание „Новый путь”..

## Творчество
„Събрани стихове. Книга 1. 1889-1903″ (1904) „Събрани стихове. Книга 2. 1903-1909″ (1910), разкази („Аленият меч”, 1906, „Черно на бяло”, 1908, „Лунни мравки”, 1912) , романи „Без талисман”, „Победители”, „Дребни вълни”, „Дяволската кукла” (1911), драми „Светата кръв” (1900), „Зеленият пръстен” (1916)